# Téo Rayet
Téo Rayet, född 12 december 1999, är en fransk roddare.

## Karriär
I maj 2023 vid EM i Bled tog Rayet brons tillsammans med Thibaud Turlan, Guillaume Turlan och Benoît Brunet i fyra utan styrman. I april 2024 vid EM i Szeged tog de ännu ett brons i fyra utan styrman tillsammans. Vid olympiska sommarspelen 2024 i Paris slutade de på åttonde plats tillsammans i fyra utan styrman.
Vid EM 2025 i Plovdiv tog Rayet sitt tredje raka EM-brons i fyra utan styrman tillsammans med Armand Pfister, Nikola Kolarevic och Valentin Onfroy.